# 나와 곤충박물관

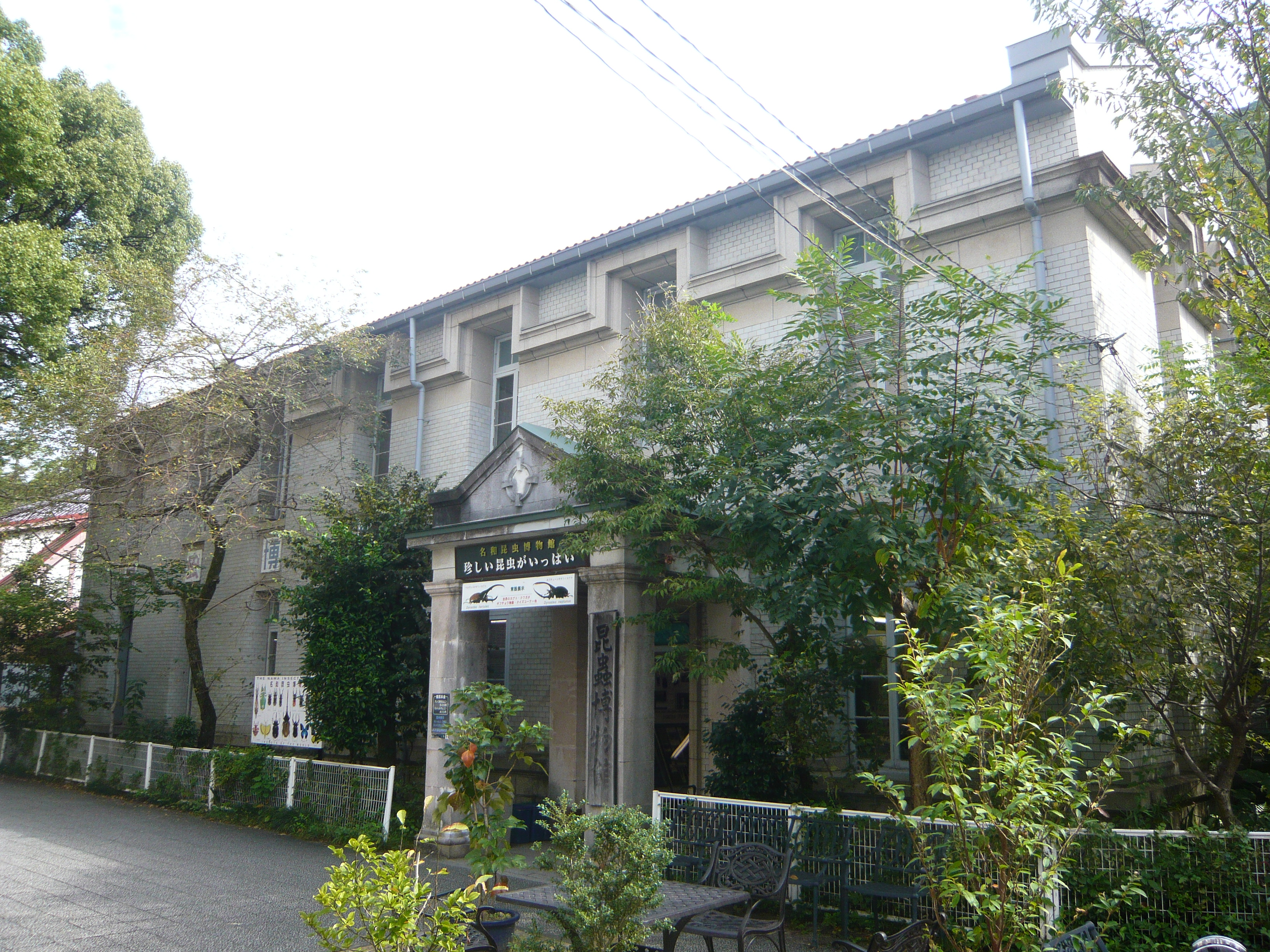
나와 곤충박물관

나와 곤충박물관(일본어: 名和昆虫博物館 나와 곤추하쿠부쓰칸[*])는 기후현 기후시에 위치한 곤충 박물관이다. 긴가 산 산기슭 기후 공원 내에 위치하고 있다.